# Svenska ödehus
Svenska ödehus är en reportagebok av Sven Olov Karlsson och Philip Pereira dos Reis, utgiven 2008 på Natur & Kultur.